# Eva Amurri

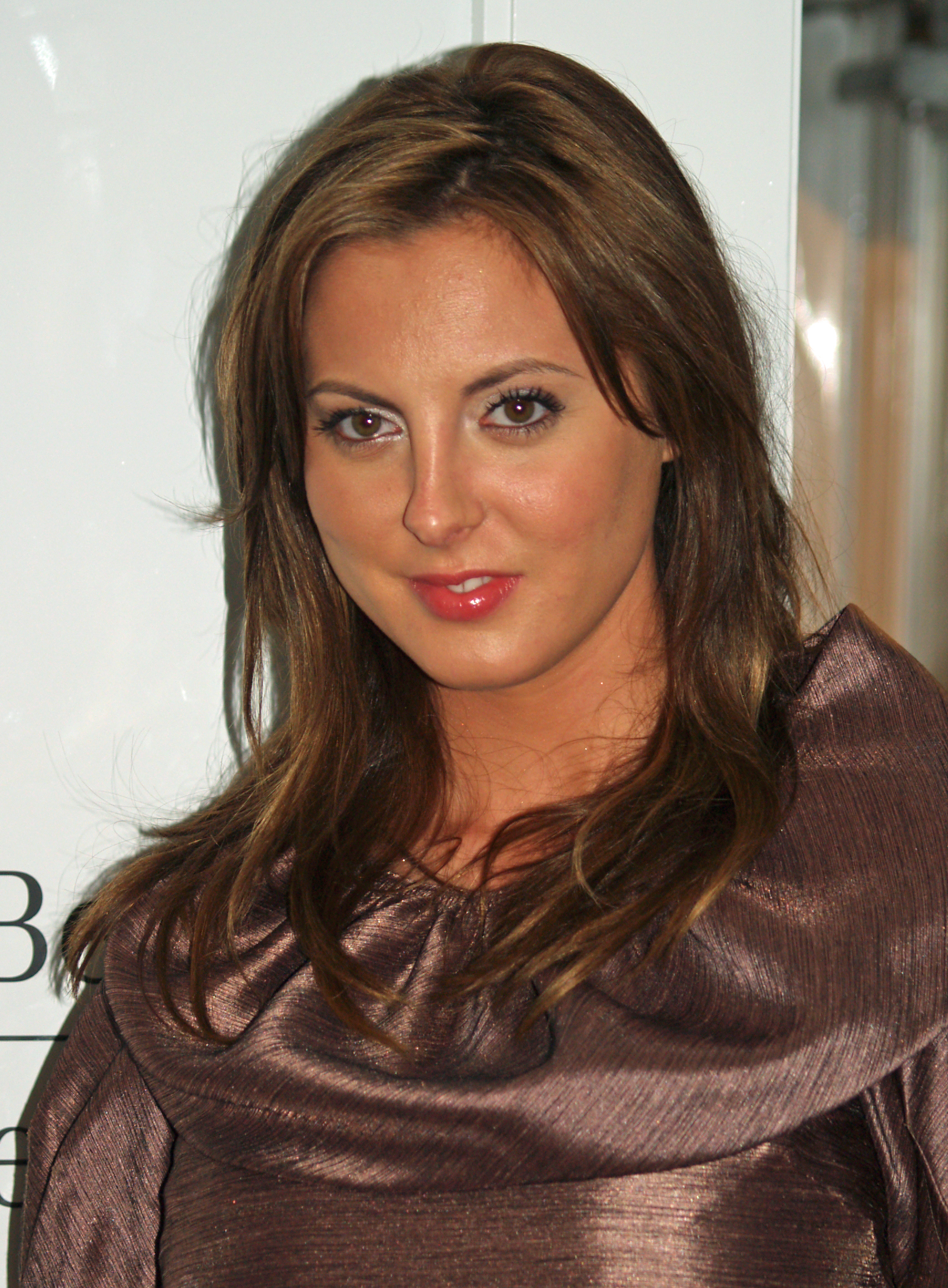
Eva Amurri na Mercedes-Benz Fashion Week (2008)

Eva Maria Livia Amurri (ur. 15 marca 1985 w Nowym Jorku) – amerykańska aktorka.
Córka włoskiego reżysera Franco Amurriego i aktorki Susan Sarandon. W latach 2011–2020 była żoną Kyle'a Martino.

## Filmografia
- Bob Roberts (1992) jako dziecko w szpitalu
- Przed egzekucją (Dead Man Walking, 1995) jako Helen w wieku 9 lat
- Mamuśka (Stepmom, 1998) jako Amelia Earhart w szkolnej sztuce
- Ziemskie namiętności (Earthly Possessions, 1999) jako nastolatka
- Wszędzie byle nie tu (Anywhere but Here, 1999) jako dziewczyna w telewizji
- Przyjaciele (Friends, 2001) jako Dina Lockhart
- Inna twarz (Made-up, 2002) jako Sara Tivey
- Siostrzyczki (The Banger Sisters, 2002) jako Ginger Kingsley
- Wszyscy święci! (Saved!, 2004) jako Cassandra Edelstein
- Edukacja Charliego Banksa (The Education of Charlie Banks, 2007) jako Mary
- Życie przed oczami (The Life Before Her Eyes, 2007) jako Maureen
- Zakochany Nowy Jork (New York, I Love You, 2008) jako Sarah
- Na rozstaju uczuć (Middle of Nowhere, 2008) jako Grace Berry
- Animals (2008) jako Jane
- Possible Side Effects (2009) jako Libby
- Jak poznałem waszą matkę (How I Met Your Mother, 2009) jako Shelly
- Californication (2009) jako Jackie
- Szpital Miłosierdzia (Mercy 2009) jako Sharra Kelly
- Dr House (2010) jako Nicole
- Children's Hospital (2010) jako pielęgniarka
- Jess i chłopaki (New Girl, 2011) jako Beth
- Akwalans (Fish Hooks, 2011) jako Bleak Molly
- Isolation (2011) jako Amy Moore
- The Doctor (2011) jako Natasha
- Spadaj, tato (That's My Boy, 2012) jako Mary McGarricle
- Faceci z dzieciakami (Guys with Kids, 2012) jako Jennifer
- Świat według Mindy (The Mindy Project, 2013) jako Lucy
- AmeriQua (2013) jako Vicky
- Wieczór kawalerski Kena (Stag, 2013) jako Veronica
- Guilty (2013) jako Lily Agostini
- Nierandkowalni (Undateable, 2014) jako Sabrina
- Matka jest tylko jedna (Mothers and Daughters, 2016) jako Gayle